# Stephan Hermlin
Stephan Hermlin, nom de plume di Rudolf Leder (Chemnitz, 13 aprile 1915 – Berlino, 6 aprile 1997), è stato uno scrittore tedesco.
Secondo la sua autobiografia, Hermlin nacque a Chemnitz il 6 aprile 1915 da una famiglia ebraica. Di fede marxista, combatté nella guerra civile spagnola e nel 1947 si stabilì nella Germania Orientale.
L'affidabilitá di tale autobiografia è seriamente ridimensionata da Eric Hobsbawm, (Interesting times. A twentieth-century life, New York 2002, pp. 62-65) che smentisce, fra l'altro, la sua partecipazione alla guerra civile spagnola.
Tra le sue opere si ricordano la raccolta di novelle Il tempo della comunanza (Die Zeit der Gemeinsamkeit, 1950) e le liriche Il volo della colomba (Der Flug der Taube, 1952). Partito da posizioni surrealiste, Hermlin è stato poi esponente del realismo socialista. Tra le altre sue opere: l'autobiografica Crepuscolo (Abendlicht, 1979) e la miscellanea Appunti. Servizi di cronaca. Discorsi. Interviste (Aufsätze, Reportagen, Reden, Interviews, 1980).
Il figlio di Stephen Andrei Hermlin (nato nel 1965) è un famoso pianista tedesco e fondatore della Swing Dance Orchestra. La figlia Cornelia Schmaus (nata nel 1946) è, invece, un'attrice teatrale e cinematografica.

## Opere
- Zwölf Balladen von den groè, invece, un'n Städten, 1945
- Der Leutnant York von Wartenburg,  1946
- Die Straßen der Furcht, 1946
- Ansichten über einige neue Schriftsteller und Bücher (con Hans Mayer), 1947
- Reise eines Malers in Paris, 1947
- Die Zeit der Gemeinsamkeit, 1949
- Die erste Reihe,  1951
- Der Flug der Taube,  1952
- Die Vögel und der Test, 1958
- Begegnungen: 1954-1959, 1960
- Gedichte und Prosa, 1966
- Erzählungen, 1966
- Die Städte, 1966
- Scardanelli, 1969
- Lektüre: 1960-1971, 1974
- Die Argonauten, 1974
- Abendlicht, 1979
- Aufsätze, Reportagen, Reden, Interviews, 1980
- Gedichte, 1981
- Äußerungen 1944-1982,  1983
- Texte. Materialien. Bilder, 1985
- Lebensfrist, 1987
- Gedichte und Nachdichtungen, 1990
- Erzählende Prosa, 1990
- In den Kämpfen dieser Zeit, 1995
- Entscheidungen. Sämtliche Erzählungen, 1995